# Provincia de Tetuán
La provincia de Tetuán (en árabe: تطوان‎, en francés: Tétouan) es una de las provincias de Marruecos, parte de la región de Tánger-Tetuán-Alhucemas. Tiene una superficie de 2570 km² y 545 000 habitantes censados en 2007.
Hasta julio de 2005 esta provincia incluía el territorio de la actual prefectura de M'diq-Fnideq.

## División administrativa
La provincia de Tetuán cuenta con 3 municipios y 20 comunas rurales:

### Municipios
- Martil
- Ued Lau
- Tetuán

### Comunas rurales
| - Aín Mulalzén - Al Hamra - El Jarrub - Al Oued - Azla - Buharrax - Beni Harchen - Beni Ider - Beni Lait - Beni Saíd | - Beni Karrich - El Hbab - Malalién - Aít Mansor - Zadina - Sahtryine - Zoco El Sebt de Uadras - Zaitoune - Zaouiat Sidi Kacem - Zinat |